# Трудовые резервы (стадион, Казань)
«Трудовые резервы» — стадион в Казани. В 2024 году — домашний стадион футбольных клубов «Сокол» и «Рубин-2», запасной — для хоккейного клуба с мячом «Ак Барс — Динамо». Находится около Центрального парка культуры и отдыха имени Горького и торгового центра и гостиницы Корстон-Казань.

## История
В 1935 году архитектором Петром Сперанским был разработан проект спортивного городка в Центральном парке, но реализовать проект Сперанского удалось только в 1962 году. В 2005 и 2011 годах вместе со стадионом «Ракета» принимал чемпионат мира по хоккею с мячом. В 2011 на нём прошёл финал. К ЧМ 2005 была проведена небольшая реконструкция, была установлена холодильная установка для создания искусственного льда, металлические трибуны на 880 мест, видеотабло и мачты освещения, на этом работа остановилась. В 2006 году реконструкция была продолжена и была завершена 1 сентября 2007 года. Было обновлено футбольное поле и построен спортивный комплекс.

## Характеристики и части комплекса

### Основное здание (7560 м²)
- Зал художественной гимнастики 30 × 16 м,
- Зал Хореографии 30 × 10 м.
- Малый зал хореографии 18 × 6,5 м.
- Борцовский зал 24 × 10 м.
- Игровой зал 24 × 16 м.
- Тренажерный зал 27 × 14,5 м.
- Трибуны на 5 тысяч зрителей.
- Футбольное поле с искусственным травяным покрытием 103 × 71 м. Оно оснащено охлаждающей системой для образования ледового покрытия 100 × 65 м. Холод вырабатывается при помощи компрессорной станции, расположенной рядом с футбольным полем.
- Минифутбольное поле с искусственным газоном 56 × 24 м.
- Открытая хоккейная коробка
- Открытый теннисный корт.
- Кроме этого стадион располагает мини-футбольным полем на территории парка им. Горького.

### Административное здание (1 770 м²)
- Спортивный зал 36 × 18 м.
- Зал бокса 20×14 м